# ウインターズ・テイル
「ウインターズ・テイル」 (英語: A Winter's Tale) は、クイーンによる楽曲で、1991年のフレディ・マーキュリーの死後、1995年にリリースされたアルバム『メイド・イン・ヘヴン』に収録されている。イギリスでは、クリスマスの包装紙に似たグリーンペーパー仕様のCDケースを特別限定版としてリリースされた。

## 解説
曲は、『イニュエンドウ』録音後、フレディがレコーディングスタジオの窓の外にあるジュネーヴ湖を見ていたときの刺激が書かれている。曲は、サイケデリックで夢のような感覚があり、フレディが窓の外に見たものを歌っている。また、フレディが生前最後に製作した曲だと言われている。

## プロモーションビデオ
フレディの死後に製作されたプロモーションビデオは、エピタフとして、彼の作曲したノートが画像と共に表示され、過去のパフォーマンスも切り取られている。

## 収録曲
特別限定版
1. ウインターズ・テイル - A Winter's Tale (Queen)
2. サンク・ゴッド・イッツ・クリスマス - Thank God It's Christmas (May, Taylor)
3. ロック・イン・リオ・ブルース - Rock In Rio Blues (Queen)

通常盤
1. ウインターズ・テイル - A Winter's Tale (Queen)
2. ナウ・アイム・ヒア - Now I'm Here (May)
3. マイ・ベスト・フレンド - You're My Best Friend (Deacon)
4. 愛にすべてを - Somebody to Love (Mercury)

## チャート
| チャート       | 順位 |
| -------------- | ---- |
| オーストリア   | 23   |
| ドイツ         | 62   |
| オランダ       | 25   |
| スイス         | 28   |
| イギリス       | 6    |
| オーストラリア | 71   |